# Puchar Sześciu Narodów U-20 2017
Puchar Sześciu Narodów U-20 2017 – dziesiąta edycja Pucharu Sześciu Narodów U-20, międzynarodowych rozgrywek w rugby union dla reprezentacji narodowych do lat dwudziestu. Zawody odbyły się w dniach 3 lutego – 17 marca 2017 roku, a zwyciężyła w nich reprezentacja Anglii, która pokonała wszystkich rywali i tym samym zdobyła dodatkowo Wielkiego Szlema.

## Mecze
| 3 lutego 201719:00 | Włochy U-20            | 5:27 | Walia U-20                                                                      | Stadio Giovanni Mari, Legnano Widzów: 2300 Sędzia: Sean Gallagher |
| 3 lutego 201719:00 | Giordano Baldino 5 (P) | 5:27 | Ben Jones 12 (3pd 2K) Kieran Williams 5 (P) Rhys Carre 5 (P) Ryan Conbeer 5 (P) | Stadio Giovanni Mari, Legnano Widzów: 2300 Sędzia: Sean Gallagher |

| 3 lutego 201720:30 | Szkocja U-20                                      | 19:20 | Irlandia U-20                                                      | Broadwood Stadium, Cumbernauld Sędzia: Christophe Ridley |
| 3 lutego 201720:30 | Cameron Hutchison 5 (P) Josh Henderson 14 (pd 4K) | 19:20 | Johnny McPhillips 10 (2pd 2K) Paul Boyle 5 (P) Tadgh McElroy 5 (P) | Broadwood Stadium, Cumbernauld Sędzia: Christophe Ridley |

| 4 lutego 201712:00 | Anglia U-20 | 59:17 | Francja U-20                                                                                 | Sandy Park, Exeter Sędzia: Dan Jones |
| 4 lutego 201712:00 | Ben Earl 5 (P) Joe Cokanasiga 5 (P) Max Malins 24 (2P 7pd) Max Wright 5 (P) Sam Aspland-Robinson 5 (P) Tom Curry 5 (P) Tom Parton 5 (P) Will Butler 5 (P) | 59:17 | Anthony Fuertes 2 (pd) Baptiste Pesenti 5 (P) Selevasio Tolofua 5 (P) Thomas Darmon 5 (pd K) | Sandy Park, Exeter Sędzia: Dan Jones |

| 10 lutego 201719:00 | Włochy U-20                                                                                                | 26:27 | Irlandia U-20                                                                                    | Stadio Enrico Chersoni, Prato Sędzia: Adam Jones |
| 10 lutego 201719:00 | Alberto Rollero 5 (P) Antonio Rizzi 9 (3K) Marco Zanon 5 (P) Massimo Ceciliani 5 (P) Massimo Cioffi 2 (pd) | 26:27 | Conor Fitzgerald 2 (pd) Johnny McPhillips 10 (2pd 2K) Jordan Larmour 10 (2P) Tommy O’Brien 5 (P) | Stadio Enrico Chersoni, Prato Sędzia: Adam Jones |

| 10 lutego 201719:15 | Walia U-20                                 | 21:37 | Anglia U-20 | Eirias Stadium, Colwyn Bay Widzów: 5000 Sędzia: Frank Murphy |
| 10 lutego 201719:15 | Ben Jones 16 (P pd 3K) Chris Coleman 5 (P) | 21:37 | Harry Randall 5 (P) Jacob Umaga 12 (3pd 2K) James Grayson 5 (pd K) Max Wright 5 (P) Will Butler 5 (P) Zach Mercer 5 (P) | Eirias Stadium, Colwyn Bay Widzów: 5000 Sędzia: Frank Murphy |

| 10 lutego 201721:00 | Francja U-20 | 36:8 | Szkocja U-20                               | Stade des Alpes, Grenoble Sędzia: Sean Gallagher |
| 10 lutego 201721:00 | Arthur Retiere 10 (2P) Baptiste Couilloud 5 (P) Faraj Fartass 5 (P) Mickaël Capelli 5 (P) Romain N’Tamack 5 (pd K) Thomas Darmon 6 (3pd) | 36:8 | Connor Eastgate 3 (K) Fraser Renwick 5 (P) | Stade des Alpes, Grenoble Sędzia: Sean Gallagher |

| 24 lutego 201719:45 | Anglia U-20 | 46:0 | Włochy U-20 | Northern Echo Arena, Darlington Widzów: 6319 Sędzia: Sam Grove-White |
| 24 lutego 201719:45 | Ben Curry 5 (P) Jacob Umaga 4 (2pd) Jamie Blamire 5 (P) Josh Bayliss 10 (2P) Marcus Smith 2 (pd) Sam Aspland-Robinson 5 (P) Tom Parton 10 (2P) Zach Mercer 5 (P) | 46:0 |             | Northern Echo Arena, Darlington Widzów: 6319 Sędzia: Sam Grove-White |

| 24 lutego 201720:00 | Irlandia U-20                                                                         | 27:22 | Francja U-20                                    | Donnybrook Stadium, Dublin Sędzia: Tom Foley |
| 24 lutego 201720:00 | Bill Johnston 12 (3pd 2K) Oisin Dowling 5 (P) Tadgh McElroy 5 (P) Tommy O’Brien 5 (P) | 27:22 | Faraj Fartass 10 (2P) Romain N’Tamack 7 (2pd K) | Donnybrook Stadium, Dublin Sędzia: Tom Foley |

| 24 lutego 201720:30 | Szkocja U-20 | 34:65 | Walia U-20 | Broadwood Stadium, Cumbernauld Sędzia: Thomas Charabas |
| 24 lutego 201720:30 | Andrew Simmers 5 (P) Callum Hunter-Hill 5 (P) Connor Eastgate 2 (pd) Fraser Renwick 5 (P) Josh Henderson 2 (pd) Robbie Nairn 10 (2P) Tom Dodd 5 (P) | 34:65 | Ben Jones 25 (8pd 3K) Cameron Lewis 5 (P) Corey Baldwin 5 (P) James Botham 5 (P) Kieran Williams 10 (2P) Morgan Morris 5 (P) Rhun Williams 5 (P) Rhys Carre 5 (P) | Broadwood Stadium, Cumbernauld Sędzia: Thomas Charabas |

| 10 marca 201715:00 | Włochy U-20                                  | 13:18 | Francja U-20                                                      | Stadio Santa Rosa, Cagliari Sędzia: Mike Adamson |
| 10 marca 201715:00 | Antonio Rizzi 5 (P) Massimo Cioffi 8 (pd 2K) | 13:18 | Florian Dufour 5 (P) Romain N’Tamack 8 (pd 2K) Ugo Boniface 5 (P) | Stadio Santa Rosa, Cagliari Sędzia: Mike Adamson |

| 11 marca 201718:15 | Anglia U-20 | 33:5 | Szkocja U-20       | Franklin’s Gardens, Northampton Sędzia: Craig Evans |
| 11 marca 201718:15 | Dominic Morris 5 (P) Harry Randall 5 (P) Jack Nay 5 (P) Max Malins 8 (4pd) Theo Brophy-Clews 5 (P) Zach Mercer 5 (P) | 33:5 | Darcy Graham 5 (P) | Franklin’s Gardens, Northampton Sędzia: Craig Evans |

| 11 marca 201718:30 | Walia U-20 | 41:27 | Irlandia U-20                                                                  | Eirias Stadium, Colwyn Bay Sędzia: Christophe Ridley |
| 11 marca 201718:30 | Ben Jones 14 (4pd 2K) Corrie Tarrant 5 (P) Dane Blacker 5 (P) Jack Pope 5 (P) Kieran Williams 10 (2P) Phil Jones 2 (pd) | 41:27 | Bill Johnston 12 (3pd 2K) Calvin Nash 5 (P) Joey Conway 5 (P) Paul Boyle 5 (P) | Eirias Stadium, Colwyn Bay Sędzia: Christophe Ridley |

| 17 marca 201718:00 | Irlandia U-20                              | 10:14 | Anglia U-20                                          | Donnybrook Stadium, Dublin Sędzia: Pierre Brousset |
| 17 marca 201718:00 | Bill Johnston 5 (pd K) Gavin Coombes 5 (P) | 10:14 | Henry Walker 5 (P) Jack Nay 5 (P) Max Malins 4 (2pd) | Donnybrook Stadium, Dublin Sędzia: Pierre Brousset |

| 17 marca 201720:30 | Szkocja U-20                                                                                           | 38:17 | Włochy U-20                                                        | Broadwood Stadium, Cumbernauld Sędzia: Frank Murphy |
| 17 marca 201720:30 | Andrew Simmers 5 (P) Darcy Graham 10 (2P) Josh Henderson 11 (4pd K) Matt Fagerson 5 (P) Tom Dodd 5 (P) | 38:17 | Antonio Rizzi 2 (pd) Giovanni D'Onofrio 5 (P) Marco Riccioni 5 (P) | Broadwood Stadium, Cumbernauld Sędzia: Frank Murphy |
| 17 marca 201720:30 | Daniel Winning                                                                                         | 38:17 | Lodovico Manni · Lorenzo Robin Masselli                            | Broadwood Stadium, Cumbernauld Sędzia: Frank Murphy |

| 17 marca 201721:00 | Francja U-20 | 40:20 | Walia U-20                                                | Stade de Sapiac, Montauban Widzów: 6579 Sędzia: Mike Adamson |
| 17 marca 201721:00 | Alexandre Roumat 5 (P) Baptiste Couilloud 5 (P) Geoffrey Cros 5 (P) Romain N’Tamack 15 (P 5pd) Theo Millet 5 (P) | 40:20 | Aled Ward 5 (P) Arwel Robson 7 (P pd) Ben Jones 8 (pd 2K) | Stade de Sapiac, Montauban Widzów: 6579 Sędzia: Mike Adamson |
| 17 marca 201721:00 | Rhun Williams | 40:20 |                                                           | Stade de Sapiac, Montauban Widzów: 6579 Sędzia: Mike Adamson |